# Passiflora serratifolia
Passiflora serratifolia es una especie fanerógama de la familia Passifloraceae.

## Clasificación y descripción de la especie
Planta herbácea trepadora, con los tallos cilíndricos, estriados, densamente pubérulos; peciolos de 0.5 a 2 cm de largo, por lo común provistos de 4 a 6 glándulas con pedicelos hasta de 1 mm de largo, hojas ovadas u oblongo-ovadas a lanceoladas, de (4)7 a 12(14) cm de largo por (2)4 a 7(8) cm de ancho, base redondeada a subcordada, margen serrulado; flores solitarias sobre pedúnculos de 5 a 8 cm de largo, brácteas oblongo-lanceoladas, de 2 a 3 cm de largo y 0.8 a 1 cm de ancho, caducas; flores blancas o moradas claras, de 4 a 6(7.5) cm de diámetro; sépalos lanceolados, de 2.5 a 3 cm de largo y 5 a 8 mm de ancho; pétalos oblongo-lanceolados, de 1.5 a 2 cm de largo y 4 a 6 cm de ancho, obtusos, formada por numerosos filamentos dispuestos en varias series, los exteriores filiformes a subulados, de 1.5 a 3.5 cm de largo, morados en la base, de color más claro hacia el ápice, los de las 3 o 4 series interiores por lo general filiformes y bandeados de blanco y morado, de 1 a 10 mm de largo; anteras de ca. 1 cm de largo; ovario elipsoide, glabro, estilos de 7 a 10 mm de largo, a veces un poco ensanchados hacia el ápice, estigmas de 1.5 a 2 mm de ancho; frutos ovoides o subglobosos de 5 a 9 cm de largo y 3.5 a 5 cm de diámetro, glabros, de color verde a amarillo; semillas comprimidas, triangulares, de 6 a 7 mm de largo por 4 a 5 mm de ancho, tridentadas hacia el ápice, con numerosos hoyuelos.

## Distribución de la especie
Se distribuye desde México, en los estados de Tamaulipas, San Luis Potosí, Querétaro, Hidalgo, Puebla, Veracruz, Oaxaca, Tabasco, Chiapas, Quintana Roo, hasta Centroamérica, en Costa Rica.

## Ambiente terrestre
Se desarrolla en el bosque mesófilo de montaña, en un gradiente altitudinal que va de los 800 a los 1350 m s.n.m. Florece y fructifica de noviembre a febrero.

## Estado de conservación
No se encuentra bajo ningún estatus de protección.